# Тулегенов, Мухамадий
Мухамадий Тулегенов, другой вариант фамилии — Тюлегенов (каз. Төлегенов Мұхамади; 1899 год, село Аксуат — 1987 год) — старший табунщик мясного совхоза «Большевик» Министерства совхозов СССР, Кокпектинский район Семипалатинской области, Казахская ССР. Герой Социалистического Труда (1948).

## Биография
Родился в 1899 году в крестьянской семье в селе Аксуат. В конце 1920-х годов вступил в колхоз «Большевик» Аксуатского района (позднее — совхоз «Большевик»). Проработал в этом сельскохозяйственном предприятии более тридцати лет. Трудился табунщиком, старшим табунщиком.
В 1947 году бригада Мухамадия Тулегенова достигла выдающихся трудовых успехов в коневодстве. За получение высокой продуктивности животноводства в 1947 году при выполнении колхозом обязательных поставок сельскохозяйственных продуктов и плана развития животноводства удостоен звания Героя Социалистического Труда указом Президиума Верховного Совета СССР от 23 июля 1948 года с вручением ордена Ленина и золотой медали «Серп и Молот».
Скончался в 1987 году.